# Ubi Nos

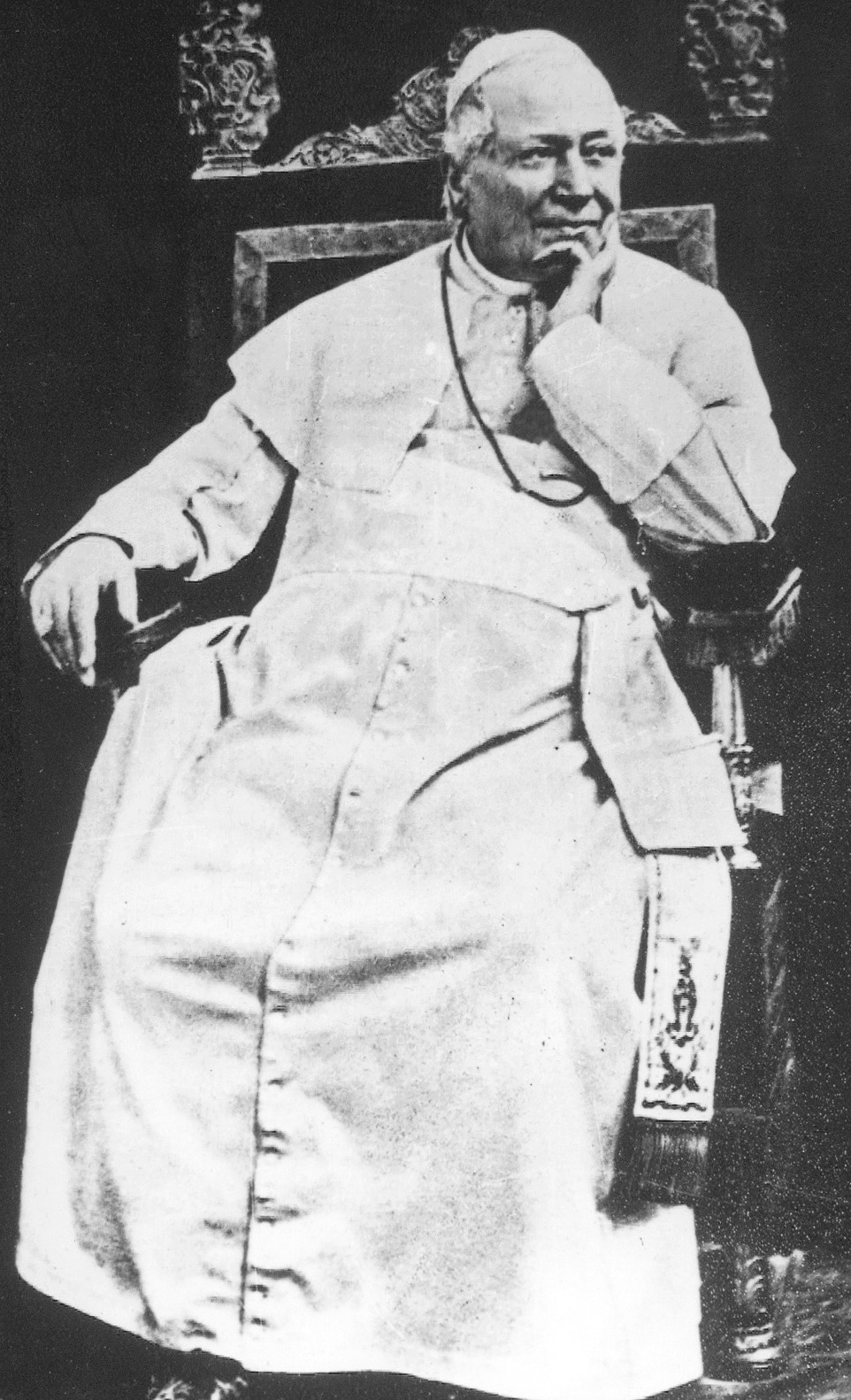
Paus Pius IX

Ubi Nos (Latijn voor Toen wij..) was een door paus Pius IX uitgevaardigde encycliek op 15 mei 1871 waarin hij zijn visie gaf op de inname van de Kerkelijke Staat inclusief de stad Rome. De encycliek was een reactie op de door de Italiaanse regering aangenomen Garantiewet op 13 mei 1871 waarin de soevereiniteit van de paus als spiritueel leider erkend werd. Ook voorzag de wet in een jaarlijkse geldelijke bijdrage ter compensatie van het verlies aan inkomsten uit de voormalige gebieden van de kerk.
Pius IX schetste vanaf aanvang van zijn encycliek een somber beeld over de staat waarin de kerk zich op dat moment verkeerde. Ook sprak hij zijn vrees uit voor de gelovigen, die dagelijks bestookt werden met verraderlijke informatie. De garanties afgegeven door de Italiaanse regering deed Pius af als loze immuniteiten en loze privileges, die hij beschouwde als een minachting voor het pontificaat en de daarbij horende autoriteit.
Pius benadrukte opnieuw hoe belangrijk de wereldlijke macht van de paus was doordat het de positie van de Heilige Stoel versterkte. Dienend onder een civiele vorst zou er toe kunnen leiden, dat kerkelijke beslissingen onderhevig zouden worden aan de goedkeuring van het wereldlijk gezag; dit laatste zou zelfs een vertegenwoordiging kunnen zijn van een niet-katholieke regering of een regering die zich mengde in zaken waarmee de kerk niet geassocieerd wenste te worden (oorlogen).
In de ogen van Pius IX maakte de Garantiewet duidelijk hoezeer de nieuwe Italiaanse regering haar wetten wilde opdringen aan de paus, de vertegenwoordiger van God. Het was Hij, die aan de pontifex de autoriteit gegeven had wetten uit te vaardigen inzake religieus en moreel gezag.
Wereldleiders, die naar Pius’ mening niet akkoord konden gaan met de ontstane situatie, werden opgeroepen zich te verenigen en zorg te dragen voor het herstel van de wereldlijke, pauselijke macht waardoor ook de rust binnen de samenleving zou terugkeren. Ook werden alle prelaten opgeroepen samen met hun gelovigen te bidden voor het welzijn van de kerk.

## Nasleep
Het vertrouwen van Pius in de wereldleiders bleek niet reëel. Door de afkondiging van de onfeilbaarheid van de paus tijdens het Eerste Vaticaans Concilie en onder meer door het opleggen van restricties aan katholieken voor deelname aan democratisering van het bestuur in het nieuwe koninkrijk Italië namen buitenlandse regeringen maatregelen, die de positie van de Rooms-Katholieke Kerk aanzienlijk verslechterde. Zo had Oostenrijk in 1870 het concordaat met de Heilige Stoel opgezegd en hadden de Verenigde Staten besloten in 1867 om alle diplomatieke betrekkingen met het Vaticaan te verbreken. In Zwitserland en Duitsland vond in de periode 1871-1878 de zogenoemde “Kulturkampf” plaats, een periode waarin hard opgetreden werd tegen de toenemende invloed van de katholieke kerk.